# Zahrada muk
Zahrada muk (v originale Le Jardin des supplices) je dekadentní román francouzského spisovatele, dramatika a politika Octava Mirbeaua z roku 1899, v době Dreyfusovy aféry.
Skládá se ze tří částí: diskuse na téma « vražedné právo », karikatura politiků Třetí republiky, a návštěva čínských lázní v Cantonu, kde se odvíjí hrůzostrašná mučení před zraky fascinovaných návštěvníků. Zahrady muk drsně šokují a napadají literární zvyky, sociální předsudky a morální principy čtenářů, aby je donutili reagovat.

## Česká vydání
- Zahrada muk, Praha, J. Otto, « Světová knihovna », [1910], 136 + 148 s.
- Zahrada muk, Praha, Vlastnim Nakladem Vydal Otto V Praze, 1918, 284 s. přeložil Marie Majerová.
- Zahrada muk, Brno, Trill, « Knihovna galantní Detby », 1924, 160 s., přeložil J. Stanek.
- Zahrada muk, Praha, Clinamen, 2002. Auguste Rodin, Le Jardin des supplices, Ambroise Vollard, 1902

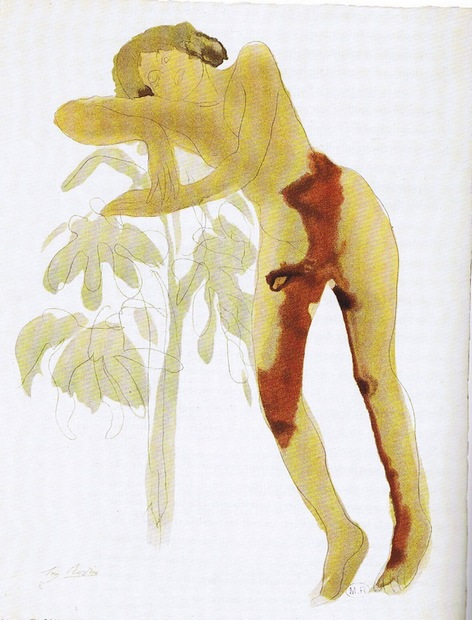
Auguste Rodin, Le Jardin des supplices, Ambroise Vollard, 1902